# Mönch (Teichwirtschaft)

Schematischer Aufbau

Als Mönch wird das regulierbare Ablaufbauwerk eines Teiches bezeichnet, durch dessen Ablauf mittels Rohrleitung auf Höhe des Teichbodens eine Einstellung des Wasserspiegels möglich ist, bis hin zur vollständigen Trockenlegung. Dabei wirkt er gleichzeitig als Tiefenwasserableitung. Der Teichgrund ist dabei in Form eines flachen Trichters mit Ausrichtung auf den Mönch angelegt.
Der Mönch selbst besteht aus einem Hohlkörper über dem Ablaufrohr, mit je nach gewünschter Höhe des Wasserstandes variabel einsetzbaren Staubrettern im Innern. Teichseitig drückt das Wasser durch eine Aussparung in Höhe des Teichgrunds in den Mönch, dessen Ablauf je nach Höhe der Staubretter regulierbar ist. Bei Abbau der Staubretter bis auf den Teichboden läuft das Teichwasser ohne Stau in die Ablaufleitung, und der Teich fällt gänzlich trocken. Die Trockenlegung eines Teichs kann aus Gründen der Nutzung und Er- bzw. Unterhaltung notwendig werden (z. B. Abfischung, Säuberung oder Entschlammung, die „Auslandung“).
Moderne Varianten weisen als Ablaufrohr zwei passgenau ineinandergeschobene Rohre auf. Eines der Rohre weist einen wendelförmigen (schraubenartigen) Schlitz auf, das andere einen senkrechten Schlitz. Abhängig von der Höhe, in welcher der wendelförmige Schlitz mit dem senkrechten zusammentrifft, entsteht dort eine durch beide Rohre führende Öffnung, aus der das Wasser nach innen abfließen kann. Die Ablaufhöhe wird so durch Drehung eines der beiden Rohre eingestellt.

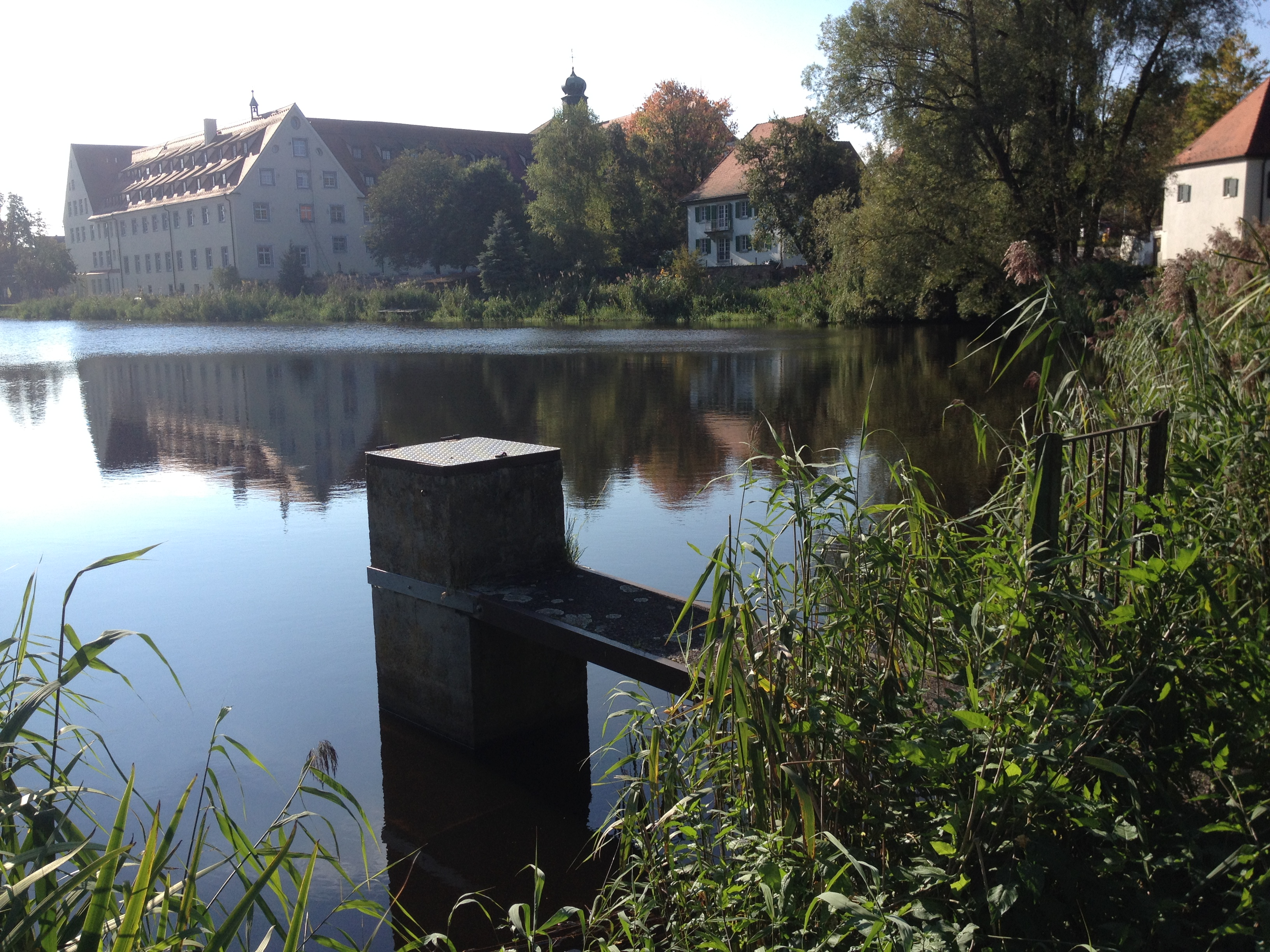
Mönch des Klosterweihers Wald
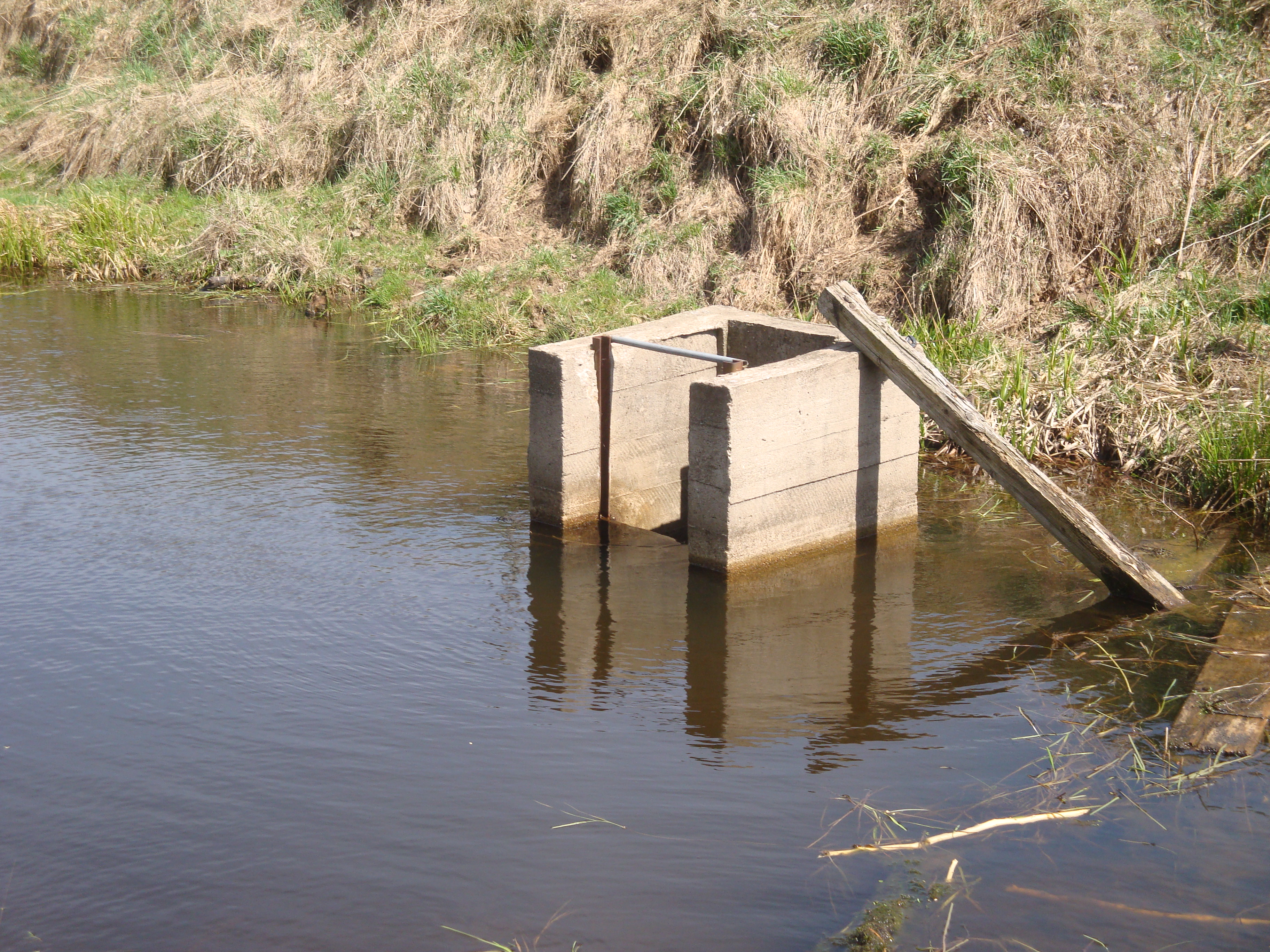
Mönch in Polen
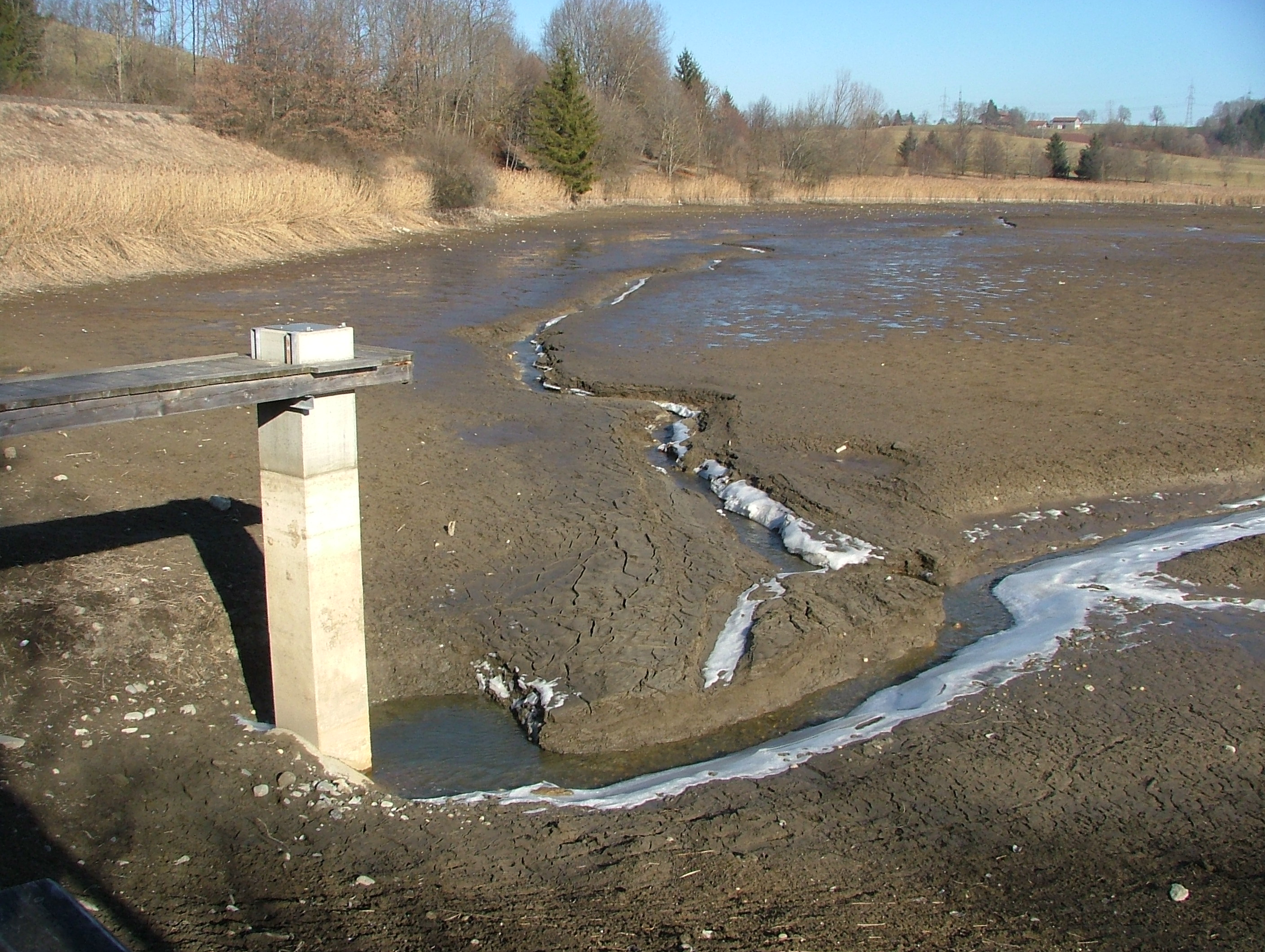
Mönch in einem abgelassenen Teich
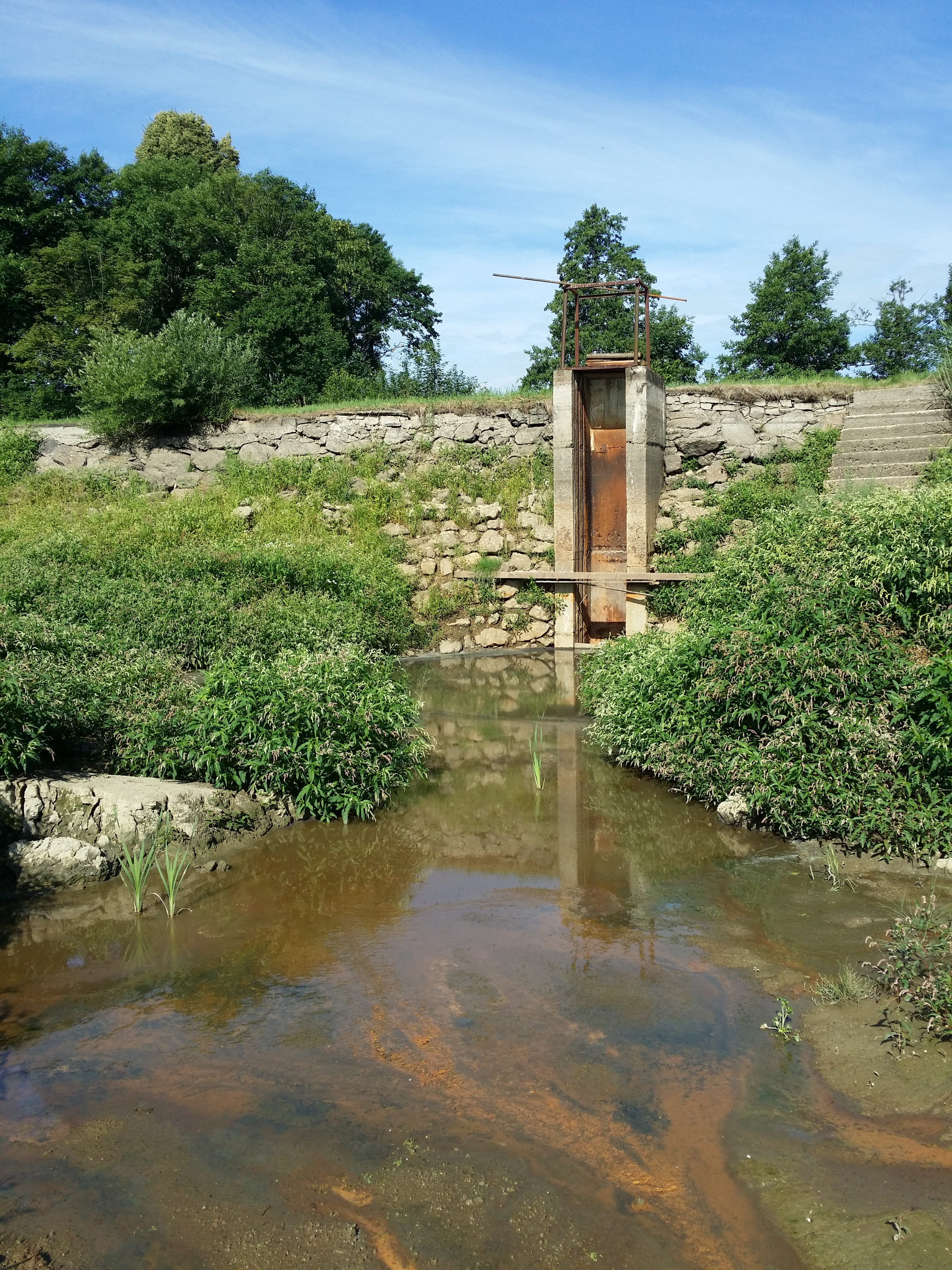
Mönch des abgelassenen Zieringser Teichs

Alternativen sind der Zapfen und das Olszewski-Rohr.